# Dipartimento di Alépé
Il dipartimento di Alépé è un dipartimento della Costa d'Avorio situato nella regione di La Mé, distretto di Lagunes.
Nel censimento del 2014 è stata rilevata una popolazione di  125.877  abitanti. 
Il dipartimento è suddiviso nelle sottoprefetture di Aboisso-Comoé, Alépé, Allosso, Danguira e Oghlwapo.